# 刘阁街道
刘阁街道，是中华人民共和国河南省驻马店市驿城区下辖的一个乡镇级行政单位。

## 行政区划
刘阁街道下辖以下地区：
刘阁社区、西高庄社区、高集社区、苗庄社区、单高楼社区、周楼村、门庄村和姜岗村。